# Liga Operária
Liga Operária foi uma pequena organização operária socialista e trotskista brasileira, fundada em 1972 e que existiu até 1978, teve papel importante nas lutas estudantis e operárias na década de 1970 e na organização da Convergência Socialista e do Partido dos Trabalhadores.

## História
Com a intensificação da repressão no Brasil, durante a ditadura militar, alguns militantes da esquerda brasileira viajam para o Chile, durante o governo de Salvador Allende: São eles Túlio Quintiliano, ex-militante do Partido Comunista Brasileiro Revolucionário (PCBR), Enio Buchioni, ex-militante da Ação Popular, Maria José Lourenço (Zezé) e Jorge Pinheiro, ex-militantes do Movimento Nacionalista Revolucionário, e Waldo Mermelstein.
No Chile, durante o IX Congresso Quarta Internacional entram em contato com dois importantes militantes do movimento trotskista internacional, o crítico Mário Pedrosa e o peruano Hugo Blanco. Mário Pedrosa os coloca em contato com Nahuel Moreno, reunindo-se então num grupo chamado Ponto de Partida, na proposta de fundar um partido de massas.
Com o golpe de Pinochet, em 1973 Túlio Quintiliano é detido,junto com sua esposa Narcisa Beatriz Verri Whitaker, e levado para a Escola Militar, tendo sido encaminhando, em seguida, para o Regimento Tacna - desde então, encontra-se desaparecido. Enio Bucchioni também foi detido após o golpe, mas encaminhado ao Estádio Nacional. Foi um dos últimos brasileiros a sair de lá, conseguindo exilar-se na França e, posteriormente, em Portugal. Zezé, Jorge e Waldo vão para a Argentina, onde fundam a Liga Operária. Em 1974 voltam ao Brasil para um trabalho político clandestino de atuação política e sindical, chegando a reunir 300 militantes até 1977.

## Maio de1977
Nas vésperas do primeiro de maio de 1977, ativistas sindicais e militantes da Liga Operária (LO) são presos em no ABC paulista, distribuindo panfletos comemorativos a data, entre eles os operários Celso Giovanetti Brambilla, José Maria de Almeida e Márcia Bassetto Paes, da LO, além de Ademir Mariri, Fernando Antonio de Oliveira Lopes e Anita Maria Fabbri.
Inicia-se aí uma grande mobilização nacional na luta pela anistia no Brasil e pelo fim das torturas. Neste mesmo ano o Partido Socialista dos Trabalhadores da Argentina, dirigido por Nahuel Moreno, funda a Tendência Bolchevique, como uma tendência da IV Internacional, agrupamento ao qual a Liga Operária se filia.

## Convergência Socialista
Em 1978, os militantes da Liga Operária propõem a formação de um amplo movimento socialista no Brasil, com objetivo de reunir os socialistas brasileiros, num movimento para participar abertamente da vida política brasileira. Começa a se articular assim o Movimento Convergência Socialista (MCS), que consegue reunir alguns dos velhos militantes socialistas brasileiros. A Liga Operária passa a se chamar Partido Socialista dos Trabalhadores, que integra o MCS.
Em 19 de agosto de 1978 realiza-se a primeira convenção nacional do MCS, esta convenção nacional reuniu mais de 300 delegados, de oito estados, e 1.200 presentes.
No dia 21 de agosto, três dias depois da convenção, 24 militantes da Convergência Socialista, todos da Liga Operária, são enquadrados na Lei de Segurança Nacional e mantido presos durante todo o segundo semestre. Entre eles o argentino Nahuel Moreno. A campanha internacional pela libertação dos militantes, que inclui uma greve de fome no Brasil, mobiliza o movimento estudantil e tem repercussão internacional, com mensagens pela libertação dos presos, como a do escritor Gabriel García Márquez.

## A Dissolução do PST e o Movimento Por um Partido dos Trabalhadores no Brasil
Em 1979, face a constatação de que o Movimento Convergência Socialista era basicamente formado apenas pelos militantes do PST e com a previsão de ascenso do movimento dos trabalhadores no Brasil, o PST decide se dissolver e integrar-se na Convergência Socialista, que existia como associação legal.
Durante o X Congresso dos Metalúrgicos de São Paulo, em Lins (SP), de 22 a 27 de janeiro de 1979, José Maria de Almeida, ativista do Sindicato dos Metalúrgicos de Santo André e militante da CS, propõe um manifesto chamando “todos os trabalhadores brasileiros a unir-se na construção de seu partido, o Partido dos Trabalhadores”. A moção é aprovada. Em março de 1979 explode a greve dos metalúrgicos do ABC e do interior paulista.